# Lista di asteroidi (70001-71000)
Di seguito una lista di asteroidi dal numero 70001 al 71000 con data di scoperta e scopritore.

## 70001-70100
| Nome                 | Designazione provvisoria | Data di scoperta | Scopritore                       |
| -------------------- | ------------------------ | ---------------- | -------------------------------- |
| 70001 -              | 1998 XB7                 | 8 dicembre 1998  | Spacewatch                       |
| 70002 -              | 1998 XY9                 | 7 dicembre 1998  | ODAS                             |
| 70003 -              | 1998 XV12                | 15 dicembre 1998 | K. Korlević                      |
| 70004 Richardgalli   | 1998 XF26                | 15 dicembre 1998 | ODAS                             |
| 70005 -              | 1998 XN28                | 14 dicembre 1998 | LINEAR                           |
| 70006 -              | 1998 XZ32                | 14 dicembre 1998 | LINEAR                           |
| 70007 -              | 1998 XX40                | 14 dicembre 1998 | LINEAR                           |
| 70008 -              | 1998 XA53                | 14 dicembre 1998 | LINEAR                           |
| 70009 -              | 1998 XM53                | 14 dicembre 1998 | LINEAR                           |
| 70010 -              | 1998 XO64                | 14 dicembre 1998 | LINEAR                           |
| 70011 -              | 1998 XQ68                | 14 dicembre 1998 | LINEAR                           |
| 70012 -              | 1998 XC78                | 15 dicembre 1998 | LINEAR                           |
| 70013 -              | 1998 XZ81                | 15 dicembre 1998 | LINEAR                           |
| 70014 -              | 1998 YL3                 | 17 dicembre 1998 | T. Kobayashi                     |
| 70015 -              | 1998 YT5                 | 19 dicembre 1998 | P. G. Comba                      |
| 70016 -              | 1998 YJ6                 | 22 dicembre 1998 | CSS                              |
| 70017 -              | 1998 YL9                 | 26 dicembre 1998 | P. G. Comba                      |
| 70018 -              | 1998 YP9                 | 25 dicembre 1998 | K. Korlević, M. Jurić            |
| 70019 -              | 1998 YE12                | 27 dicembre 1998 | T. Kobayashi                     |
| 70020 -              | 1998 YR29                | 27 dicembre 1998 | LONEOS                           |
| 70021 -              | 1999 AB                  | 3 gennaio 1999   | T. Kobayashi                     |
| 70022 -              | 1999 AF7                 | 9 gennaio 1999   | K. Korlević                      |
| 70023 -              | 1999 AT13                | 8 gennaio 1999   | Spacewatch                       |
| 70024 -              | 1999 AB22                | 13 gennaio 1999  | LINEAR                           |
| 70025 -              | 1999 BH2                 | 19 gennaio 1999  | CSS                              |
| 70026 -              | 1999 BO3                 | 20 gennaio 1999  | P. Sala                          |
| 70027 -              | 1999 BQ15                | 18 gennaio 1999  | BAO Schmidt CCD Asteroid Program |
| 70028 -              | 1999 BM17                | 16 gennaio 1999  | LINEAR                           |
| 70029 -              | 1999 CB                  | 4 febbraio 1999  | T. Kobayashi                     |
| 70030 Margaretmiller | 1999 CZ1                 | 7 febbraio 1999  | B. D. Warner                     |
| 70031 -              | 1999 CF6                 | 10 febbraio 1999 | LINEAR                           |
| 70032 -              | 1999 CZ13                | 13 febbraio 1999 | LONEOS                           |
| 70033 -              | 1999 CO20                | 10 febbraio 1999 | LINEAR                           |
| 70034 -              | 1999 CY35                | 10 febbraio 1999 | LINEAR                           |
| 70035 -              | 1999 CO47                | 10 febbraio 1999 | LINEAR                           |
| 70036 -              | 1999 CZ48                | 10 febbraio 1999 | LINEAR                           |
| 70037 -              | 1999 CX64                | 12 febbraio 1999 | LINEAR                           |
| 70038 -              | 1999 CF80                | 12 febbraio 1999 | LINEAR                           |
| 70039 -              | 1999 CL85                | 10 febbraio 1999 | LINEAR                           |
| 70040 -              | 1999 CY97                | 10 febbraio 1999 | LINEAR                           |
| 70041 -              | 1999 CY117               | 12 febbraio 1999 | LINEAR                           |
| 70042 -              | 1999 CZ122               | 11 febbraio 1999 | LINEAR                           |
| 70043 -              | 1999 CJ127               | 11 febbraio 1999 | LINEAR                           |
| 70044 -              | 1999 DD2                 | 18 febbraio 1999 | Spacewatch                       |
| 70045 -              | 1999 DA5                 | 17 febbraio 1999 | LINEAR                           |
| 70046 -              | 1999 EN3                 | 10 marzo 1999    | Spacewatch                       |
| 70047 -              | 1999 FL10                | 16 marzo 1999    | K. Korlević                      |
| 70048 -              | 1999 FV39                | 20 marzo 1999    | LINEAR                           |
| 70049 -              | 1999 GV35                | 7 aprile 1999    | LINEAR                           |
| 70050 -              | 1999 GG44                | 12 aprile 1999   | LINEAR                           |
| 70051 -              | 1999 GD46                | 12 aprile 1999   | LINEAR                           |
| 70052 -              | 1999 GS60                | 15 aprile 1999   | LINEAR                           |
| 70053 -              | 1999 HO1                 | 17 aprile 1999   | LINEAR                           |
| 70054 -              | 1999 HZ10                | 17 aprile 1999   | LINEAR                           |
| 70055 -              | 1999 JN6                 | 12 maggio 1999   | LINEAR                           |
| 70056 -              | 1999 JJ8                 | 12 maggio 1999   | LINEAR                           |
| 70057 -              | 1999 JJ11                | 12 maggio 1999   | F. B. Zoltowski                  |
| 70058 -              | 1999 JF13                | 15 maggio 1999   | Spacewatch                       |
| 70059 -              | 1999 JD21                | 10 maggio 1999   | LINEAR                           |
| 70060 -              | 1999 JU27                | 10 maggio 1999   | LINEAR                           |
| 70061 -              | 1999 JO29                | 10 maggio 1999   | LINEAR                           |
| 70062 -              | 1999 JH40                | 10 maggio 1999   | LINEAR                           |
| 70063 -              | 1999 JT43                | 10 maggio 1999   | LINEAR                           |
| 70064 -              | 1999 JA44                | 10 maggio 1999   | LINEAR                           |
| 70065 -              | 1999 JM44                | 10 maggio 1999   | LINEAR                           |
| 70066 -              | 1999 JC45                | 10 maggio 1999   | LINEAR                           |
| 70067 -              | 1999 JE46                | 10 maggio 1999   | LINEAR                           |
| 70068 -              | 1999 JC48                | 10 maggio 1999   | LINEAR                           |
| 70069 -              | 1999 JT49                | 10 maggio 1999   | LINEAR                           |
| 70070 -              | 1999 JX50                | 10 maggio 1999   | LINEAR                           |
| 70071 -              | 1999 JG51                | 10 maggio 1999   | LINEAR                           |
| 70072 -              | 1999 JO52                | 10 maggio 1999   | LINEAR                           |
| 70073 -              | 1999 JN54                | 10 maggio 1999   | LINEAR                           |
| 70074 -              | 1999 JY54                | 10 maggio 1999   | LINEAR                           |
| 70075 -              | 1999 JK56                | 10 maggio 1999   | LINEAR                           |
| 70076 -              | 1999 JD57                | 10 maggio 1999   | LINEAR                           |
| 70077 -              | 1999 JJ59                | 10 maggio 1999   | LINEAR                           |
| 70078 -              | 1999 JU59                | 10 maggio 1999   | LINEAR                           |
| 70079 -              | 1999 JE61                | 10 maggio 1999   | LINEAR                           |
| 70080 -              | 1999 JN61                | 10 maggio 1999   | LINEAR                           |
| 70081 -              | 1999 JX61                | 10 maggio 1999   | LINEAR                           |
| 70082 -              | 1999 JC63                | 10 maggio 1999   | LINEAR                           |
| 70083 -              | 1999 JA64                | 10 maggio 1999   | LINEAR                           |
| 70084 -              | 1999 JJ65                | 12 maggio 1999   | LINEAR                           |
| 70085 -              | 1999 JD68                | 12 maggio 1999   | LINEAR                           |
| 70086 -              | 1999 JV69                | 12 maggio 1999   | LINEAR                           |
| 70087 -              | 1999 JO70                | 12 maggio 1999   | LINEAR                           |
| 70088 -              | 1999 JF72                | 12 maggio 1999   | LINEAR                           |
| 70089 -              | 1999 JV75                | 10 maggio 1999   | LINEAR                           |
| 70090 -              | 1999 JN76                | 10 maggio 1999   | LINEAR                           |
| 70091 -              | 1999 JN93                | 12 maggio 1999   | LINEAR                           |
| 70092 -              | 1999 JH105               | 12 maggio 1999   | LINEAR                           |
| 70093 -              | 1999 JP106               | 13 maggio 1999   | LINEAR                           |
| 70094 -              | 1999 JS106               | 13 maggio 1999   | LINEAR                           |
| 70095 -              | 1999 JH118               | 13 maggio 1999   | LINEAR                           |
| 70096 -              | 1999 JC120               | 13 maggio 1999   | LINEAR                           |
| 70097 -              | 1999 JG120               | 13 maggio 1999   | LINEAR                           |
| 70098 -              | 1999 JR120               | 13 maggio 1999   | LINEAR                           |
| 70099 -              | 1999 JG121               | 13 maggio 1999   | LINEAR                           |
| 70100 -              | 1999 JO121               | 13 maggio 1999   | LINEAR                           |

## 70101-70200
| Nome              | Designazione provvisoria | Data di scoperta | Scopritore      |
| ----------------- | ------------------------ | ---------------- | --------------- |
| 70101 -           | 1999 JD122               | 13 maggio 1999   | LINEAR          |
| 70102 -           | 1999 JE123               | 13 maggio 1999   | LINEAR          |
| 70103 -           | 1999 JZ131               | 13 maggio 1999   | LINEAR          |
| 70104 -           | 1999 JG138               | 8 maggio 1999    | LINEAR          |
| 70105 -           | 1999 KE7                 | 17 maggio 1999   | LINEAR          |
| 70106 -           | 1999 KH10                | 18 maggio 1999   | LINEAR          |
| 70107 -           | 1999 KS11                | 18 maggio 1999   | LINEAR          |
| 70108 -           | 1999 KO12                | 18 maggio 1999   | LINEAR          |
| 70109 -           | 1999 KN17                | 17 maggio 1999   | LONEOS          |
| 70110 -           | 1999 LK                  | 6 giugno 1999    | R. A. Tucker    |
| 70111 -           | 1999 LM7                 | 9 giugno 1999    | CSS             |
| 70112 -           | 1999 LP9                 | 8 giugno 1999    | LINEAR          |
| 70113 -           | 1999 LY9                 | 8 giugno 1999    | LINEAR          |
| 70114 -           | 1999 LA13                | 9 giugno 1999    | LINEAR          |
| 70115 -           | 1999 LP20                | 9 giugno 1999    | LINEAR          |
| 70116 -           | 1999 LQ23                | 9 giugno 1999    | LINEAR          |
| 70117 -           | 1999 LB24                | 9 giugno 1999    | LINEAR          |
| 70118 -           | 1999 LM25                | 9 giugno 1999    | LINEAR          |
| 70119 -           | 1999 LU28                | 7 giugno 1999    | Spacewatch      |
| 70120 -           | 1999 LL34                | 11 giugno 1999   | CSS             |
| 70121 -           | 1999 LY34                | 13 giugno 1999   | LONEOS          |
| 70122 -           | 1999 MX                  | 22 giugno 1999   | F. B. Zoltowski |
| 70123 -           | 1999 ME1                 | 24 giugno 1999   | F. B. Zoltowski |
| 70124 -           | 1999 NY                  | 10 luglio 1999   | F. B. Zoltowski |
| 70125 -           | 1999 NZ                  | 7 luglio 1999    | K. Korlević     |
| 70126 -           | 1999 NT2                 | 13 luglio 1999   | LINEAR          |
| 70127 -           | 1999 NC4                 | 13 luglio 1999   | LINEAR          |
| 70128 -           | 1999 NF4                 | 13 luglio 1999   | LINEAR          |
| 70129 -           | 1999 ND6                 | 13 luglio 1999   | LINEAR          |
| 70130 -           | 1999 NO6                 | 13 luglio 1999   | LINEAR          |
| 70131 -           | 1999 NQ6                 | 13 luglio 1999   | LINEAR          |
| 70132 -           | 1999 NV6                 | 13 luglio 1999   | LINEAR          |
| 70133 -           | 1999 NC7                 | 13 luglio 1999   | LINEAR          |
| 70134 -           | 1999 NQ7                 | 13 luglio 1999   | LINEAR          |
| 70135 -           | 1999 NP9                 | 13 luglio 1999   | LINEAR          |
| 70136 -           | 1999 NY9                 | 13 luglio 1999   | LINEAR          |
| 70137 -           | 1999 NJ10                | 13 luglio 1999   | LINEAR          |
| 70138 -           | 1999 NW10                | 13 luglio 1999   | LINEAR          |
| 70139 -           | 1999 NK11                | 13 luglio 1999   | LINEAR          |
| 70140 -           | 1999 NX15                | 14 luglio 1999   | LINEAR          |
| 70141 -           | 1999 NE18                | 14 luglio 1999   | LINEAR          |
| 70142 -           | 1999 NP18                | 14 luglio 1999   | LINEAR          |
| 70143 -           | 1999 NO19                | 14 luglio 1999   | LINEAR          |
| 70144 -           | 1999 NH20                | 14 luglio 1999   | LINEAR          |
| 70145 -           | 1999 NW20                | 14 luglio 1999   | LINEAR          |
| 70146 -           | 1999 NX23                | 14 luglio 1999   | LINEAR          |
| 70147 -           | 1999 NP25                | 14 luglio 1999   | LINEAR          |
| 70148 -           | 1999 NT26                | 14 luglio 1999   | LINEAR          |
| 70149 -           | 1999 NL30                | 14 luglio 1999   | LINEAR          |
| 70150 -           | 1999 NS31                | 14 luglio 1999   | LINEAR          |
| 70151 -           | 1999 NL32                | 14 luglio 1999   | LINEAR          |
| 70152 -           | 1999 NX33                | 14 luglio 1999   | LINEAR          |
| 70153 -           | 1999 NO34                | 14 luglio 1999   | LINEAR          |
| 70154 -           | 1999 NX34                | 14 luglio 1999   | LINEAR          |
| 70155 -           | 1999 NF35                | 14 luglio 1999   | LINEAR          |
| 70156 -           | 1999 NR37                | 14 luglio 1999   | LINEAR          |
| 70157 -           | 1999 NV37                | 14 luglio 1999   | LINEAR          |
| 70158 -           | 1999 NZ37                | 14 luglio 1999   | LINEAR          |
| 70159 -           | 1999 NY39                | 14 luglio 1999   | LINEAR          |
| 70160 -           | 1999 NJ45                | 13 luglio 1999   | LINEAR          |
| 70161 -           | 1999 NU45                | 13 luglio 1999   | LINEAR          |
| 70162 -           | 1999 NV46                | 13 luglio 1999   | LINEAR          |
| 70163 -           | 1999 NW46                | 13 luglio 1999   | LINEAR          |
| 70164 -           | 1999 NO47                | 13 luglio 1999   | LINEAR          |
| 70165 -           | 1999 NT49                | 13 luglio 1999   | LINEAR          |
| 70166 -           | 1999 NQ50                | 14 luglio 1999   | LINEAR          |
| 70167 -           | 1999 NN53                | 12 luglio 1999   | LINEAR          |
| 70168 -           | 1999 NG61                | 13 luglio 1999   | LINEAR          |
| 70169 -           | 1999 NX64                | 14 luglio 1999   | LINEAR          |
| 70170 -           | 1999 OD1                 | 18 luglio 1999   | J. Broughton    |
| 70171 -           | 1999 OL2                 | 22 luglio 1999   | LINEAR          |
| 70172 -           | 1999 OQ4                 | 16 luglio 1999   | LINEAR          |
| 70173 -           | 1999 OB5                 | 16 luglio 1999   | LINEAR          |
| 70174 -           | 1999 PJ3                 | 11 agosto 1999   | J. Broughton    |
| 70175 -           | 1999 PU4                 | 15 agosto 1999   | J. Broughton    |
| 70176 -           | 1999 PO6                 | 7 agosto 1999    | LONEOS          |
| 70177 -           | 1999 PC8                 | 7 agosto 1999    | LONEOS          |
| 70178 -           | 1999 QC                  | 17 agosto 1999   | Farra d'Isonzo  |
| 70179 Beppechiara | 1999 QQ1                 | 21 agosto 1999   | S. Sposetti     |
| 70180 -           | 1999 QM2                 | 31 agosto 1999   | L. Šarounová    |
| 70181 -           | 1999 RA1                 | 4 settembre 1999 | CSS             |
| 70182 -           | 1999 RS1                 | 5 settembre 1999 | K. Korlević     |
| 70183 -           | 1999 RA3                 | 6 settembre 1999 | K. Korlević     |
| 70184 -           | 1999 RU3                 | 4 settembre 1999 | CSS             |
| 70185 -           | 1999 RJ9                 | 4 settembre 1999 | Spacewatch      |
| 70186 -           | 1999 RE10                | 7 settembre 1999 | LINEAR          |
| 70187 -           | 1999 RY10                | 7 settembre 1999 | LINEAR          |
| 70188 -           | 1999 RE11                | 7 settembre 1999 | LINEAR          |
| 70189 -           | 1999 RR11                | 7 settembre 1999 | LINEAR          |
| 70190 -           | 1999 RW11                | 7 settembre 1999 | LINEAR          |
| 70191 -           | 1999 RY11                | 7 settembre 1999 | LINEAR          |
| 70192 -           | 1999 RE12                | 7 settembre 1999 | LINEAR          |
| 70193 -           | 1999 RY13                | 7 settembre 1999 | LINEAR          |
| 70194 -           | 1999 RW14                | 7 settembre 1999 | LINEAR          |
| 70195 -           | 1999 RU15                | 7 settembre 1999 | LINEAR          |
| 70196 -           | 1999 RB16                | 7 settembre 1999 | LINEAR          |
| 70197 -           | 1999 RS18                | 7 settembre 1999 | LINEAR          |
| 70198 -           | 1999 RV21                | 7 settembre 1999 | LINEAR          |
| 70199 -           | 1999 RL22                | 7 settembre 1999 | LINEAR          |
| 70200 -           | 1999 RO22                | 7 settembre 1999 | LINEAR          |

## 70201-70300
| Nome                 | Designazione provvisoria | Data di scoperta  | Scopritore               |
| -------------------- | ------------------------ | ----------------- | ------------------------ |
| 70201 -              | 1999 RR23                | 7 settembre 1999  | LINEAR                   |
| 70202 -              | 1999 RR24                | 7 settembre 1999  | LINEAR                   |
| 70203 -              | 1999 RE25                | 7 settembre 1999  | LINEAR                   |
| 70204 -              | 1999 RD26                | 7 settembre 1999  | LINEAR                   |
| 70205 -              | 1999 RE26                | 7 settembre 1999  | LINEAR                   |
| 70206 -              | 1999 RT31                | 5 settembre 1999  | W. Bickel                |
| 70207 Davidunlap     | 1999 RP33                | 4 settembre 1999  | M. White, M. Collins     |
| 70208 -              | 1999 RX33                | 10 settembre 1999 | LINEAR                   |
| 70209 -              | 1999 RL34                | 10 settembre 1999 | K. Korlević              |
| 70210 Cesarelombardi | 1999 RA37                | 11 settembre 1999 | Osservatorio San Vittore |
| 70211 -              | 1999 RZ37                | 12 settembre 1999 | K. Korlević              |
| 70212 -              | 1999 RA38                | 12 settembre 1999 | K. Korlević              |
| 70213 -              | 1999 RB40                | 12 settembre 1999 | CSS                      |
| 70214 -              | 1999 RU40                | 7 settembre 1999  | LINEAR                   |
| 70215 -              | 1999 RV40                | 7 settembre 1999  | LINEAR                   |
| 70216 -              | 1999 RH42                | 14 settembre 1999 | P. Kušnirák, P. Pravec   |
| 70217 -              | 1999 RM42                | 14 settembre 1999 | K. Korlević              |
| 70218 -              | 1999 RY42                | 13 settembre 1999 | Črni Vrh                 |
| 70219 -              | 1999 RB44                | 15 settembre 1999 | K. Korlević              |
| 70220 -              | 1999 RF44                | 13 settembre 1999 | F. B. Zoltowski          |
| 70221 -              | 1999 RZ44                | 11 settembre 1999 | L. Bernasconi            |
| 70222 -              | 1999 RN46                | 7 settembre 1999  | LINEAR                   |
| 70223 -              | 1999 RV47                | 7 settembre 1999  | LINEAR                   |
| 70224 -              | 1999 RZ49                | 7 settembre 1999  | LINEAR                   |
| 70225 -              | 1999 RG50                | 7 settembre 1999  | LINEAR                   |
| 70226 -              | 1999 RN50                | 7 settembre 1999  | LINEAR                   |
| 70227 -              | 1999 RV50                | 7 settembre 1999  | LINEAR                   |
| 70228 -              | 1999 RY51                | 7 settembre 1999  | LINEAR                   |
| 70229 -              | 1999 RO54                | 7 settembre 1999  | LINEAR                   |
| 70230 -              | 1999 RH56                | 7 settembre 1999  | LINEAR                   |
| 70231 -              | 1999 RP58                | 7 settembre 1999  | LINEAR                   |
| 70232 -              | 1999 RA60                | 7 settembre 1999  | LINEAR                   |
| 70233 -              | 1999 RG61                | 7 settembre 1999  | LINEAR                   |
| 70234 -              | 1999 RV61                | 7 settembre 1999  | LINEAR                   |
| 70235 -              | 1999 RL62                | 7 settembre 1999  | LINEAR                   |
| 70236 -              | 1999 RL67                | 7 settembre 1999  | LINEAR                   |
| 70237 -              | 1999 RO68                | 7 settembre 1999  | LINEAR                   |
| 70238 -              | 1999 RS69                | 7 settembre 1999  | LINEAR                   |
| 70239 -              | 1999 RA71                | 7 settembre 1999  | LINEAR                   |
| 70240 -              | 1999 RP71                | 7 settembre 1999  | LINEAR                   |
| 70241 -              | 1999 RE73                | 7 settembre 1999  | LINEAR                   |
| 70242 -              | 1999 RN74                | 7 settembre 1999  | LINEAR                   |
| 70243 -              | 1999 RH75                | 7 settembre 1999  | LINEAR                   |
| 70244 -              | 1999 RL75                | 7 settembre 1999  | LINEAR                   |
| 70245 -              | 1999 RW81                | 7 settembre 1999  | LINEAR                   |
| 70246 -              | 1999 RQ82                | 7 settembre 1999  | LINEAR                   |
| 70247 -              | 1999 RR82                | 7 settembre 1999  | LINEAR                   |
| 70248 -              | 1999 RS82                | 7 settembre 1999  | LINEAR                   |
| 70249 -              | 1999 RJ83                | 7 settembre 1999  | LINEAR                   |
| 70250 -              | 1999 RF84                | 7 settembre 1999  | LINEAR                   |
| 70251 -              | 1999 RK84                | 7 settembre 1999  | LINEAR                   |
| 70252 -              | 1999 RZ85                | 7 settembre 1999  | LINEAR                   |
| 70253 -              | 1999 RE86                | 7 settembre 1999  | LINEAR                   |
| 70254 -              | 1999 RC88                | 7 settembre 1999  | LINEAR                   |
| 70255 -              | 1999 RN88                | 7 settembre 1999  | LINEAR                   |
| 70256 -              | 1999 RX88                | 7 settembre 1999  | LINEAR                   |
| 70257 -              | 1999 RG89                | 7 settembre 1999  | LINEAR                   |
| 70258 -              | 1999 RL89                | 7 settembre 1999  | LINEAR                   |
| 70259 -              | 1999 RA90                | 7 settembre 1999  | LINEAR                   |
| 70260 -              | 1999 RO91                | 7 settembre 1999  | LINEAR                   |
| 70261 -              | 1999 RU91                | 7 settembre 1999  | LINEAR                   |
| 70262 -              | 1999 RP92                | 7 settembre 1999  | LINEAR                   |
| 70263 -              | 1999 RM93                | 7 settembre 1999  | LINEAR                   |
| 70264 -              | 1999 RP93                | 7 settembre 1999  | LINEAR                   |
| 70265 -              | 1999 RX94                | 7 settembre 1999  | LINEAR                   |
| 70266 -              | 1999 RU95                | 7 settembre 1999  | LINEAR                   |
| 70267 -              | 1999 RT96                | 7 settembre 1999  | LINEAR                   |
| 70268 -              | 1999 RK97                | 7 settembre 1999  | LINEAR                   |
| 70269 -              | 1999 RR97                | 7 settembre 1999  | LINEAR                   |
| 70270 -              | 1999 RZ102               | 8 settembre 1999  | LINEAR                   |
| 70271 -              | 1999 RO105               | 8 settembre 1999  | LINEAR                   |
| 70272 -              | 1999 RG107               | 8 settembre 1999  | LINEAR                   |
| 70273 -              | 1999 RF109               | 8 settembre 1999  | LINEAR                   |
| 70274 -              | 1999 RG109               | 8 settembre 1999  | LINEAR                   |
| 70275 -              | 1999 RJ109               | 8 settembre 1999  | LINEAR                   |
| 70276 -              | 1999 RT109               | 8 settembre 1999  | LINEAR                   |
| 70277 -              | 1999 RV109               | 8 settembre 1999  | LINEAR                   |
| 70278 -              | 1999 RK110               | 8 settembre 1999  | LINEAR                   |
| 70279 -              | 1999 RY110               | 8 settembre 1999  | LINEAR                   |
| 70280 -              | 1999 RA111               | 8 settembre 1999  | LINEAR                   |
| 70281 -              | 1999 RB111               | 8 settembre 1999  | LINEAR                   |
| 70282 -              | 1999 RW111               | 9 settembre 1999  | LINEAR                   |
| 70283 -              | 1999 RK113               | 9 settembre 1999  | LINEAR                   |
| 70284 -              | 1999 RQ114               | 9 settembre 1999  | LINEAR                   |
| 70285 -              | 1999 RZ116               | 9 settembre 1999  | LINEAR                   |
| 70286 -              | 1999 RA118               | 9 settembre 1999  | LINEAR                   |
| 70287 -              | 1999 RH118               | 9 settembre 1999  | LINEAR                   |
| 70288 -              | 1999 RS118               | 9 settembre 1999  | LINEAR                   |
| 70289 -              | 1999 RW118               | 9 settembre 1999  | LINEAR                   |
| 70290 -              | 1999 RZ118               | 9 settembre 1999  | LINEAR                   |
| 70291 -              | 1999 RY120               | 9 settembre 1999  | LINEAR                   |
| 70292 -              | 1999 RC123               | 9 settembre 1999  | LINEAR                   |
| 70293 -              | 1999 RK124               | 9 settembre 1999  | LINEAR                   |
| 70294 -              | 1999 RT125               | 9 settembre 1999  | LINEAR                   |
| 70295 -              | 1999 RM127               | 9 settembre 1999  | LINEAR                   |
| 70296 -              | 1999 RZ127               | 9 settembre 1999  | LINEAR                   |
| 70297 -              | 1999 RG129               | 9 settembre 1999  | LINEAR                   |
| 70298 -              | 1999 RJ129               | 9 settembre 1999  | LINEAR                   |
| 70299 -              | 1999 RM129               | 9 settembre 1999  | LINEAR                   |
| 70300 -              | 1999 RX130               | 9 settembre 1999  | LINEAR                   |

## 70301-70400
| Nome    | Designazione provvisoria | Data di scoperta  | Scopritore |
| ------- | ------------------------ | ----------------- | ---------- |
| 70301 - | 1999 RZ130               | 9 settembre 1999  | LINEAR     |
| 70302 - | 1999 RD131               | 9 settembre 1999  | LINEAR     |
| 70303 - | 1999 RX131               | 9 settembre 1999  | LINEAR     |
| 70304 - | 1999 RE133               | 9 settembre 1999  | LINEAR     |
| 70305 - | 1999 RQ133               | 9 settembre 1999  | LINEAR     |
| 70306 - | 1999 RL134               | 9 settembre 1999  | LINEAR     |
| 70307 - | 1999 RV134               | 9 settembre 1999  | LINEAR     |
| 70308 - | 1999 RO135               | 9 settembre 1999  | LINEAR     |
| 70309 - | 1999 RL136               | 9 settembre 1999  | LINEAR     |
| 70310 - | 1999 RW136               | 9 settembre 1999  | LINEAR     |
| 70311 - | 1999 RG137               | 9 settembre 1999  | LINEAR     |
| 70312 - | 1999 RM137               | 9 settembre 1999  | LINEAR     |
| 70313 - | 1999 RK138               | 9 settembre 1999  | LINEAR     |
| 70314 - | 1999 RN138               | 9 settembre 1999  | LINEAR     |
| 70315 - | 1999 RE139               | 9 settembre 1999  | LINEAR     |
| 70316 - | 1999 RQ139               | 9 settembre 1999  | LINEAR     |
| 70317 - | 1999 RP143               | 9 settembre 1999  | LINEAR     |
| 70318 - | 1999 RE145               | 9 settembre 1999  | LINEAR     |
| 70319 - | 1999 RP146               | 9 settembre 1999  | LINEAR     |
| 70320 - | 1999 RY147               | 9 settembre 1999  | LINEAR     |
| 70321 - | 1999 RC149               | 9 settembre 1999  | LINEAR     |
| 70322 - | 1999 RU150               | 9 settembre 1999  | LINEAR     |
| 70323 - | 1999 RW152               | 9 settembre 1999  | LINEAR     |
| 70324 - | 1999 RK153               | 14 settembre 1999 | Spacewatch |
| 70325 - | 1999 RT156               | 9 settembre 1999  | LINEAR     |
| 70326 - | 1999 RS158               | 9 settembre 1999  | LINEAR     |
| 70327 - | 1999 RQ160               | 9 settembre 1999  | LINEAR     |
| 70328 - | 1999 RH161               | 9 settembre 1999  | LINEAR     |
| 70329 - | 1999 RY163               | 9 settembre 1999  | LINEAR     |
| 70330 - | 1999 RS165               | 9 settembre 1999  | LINEAR     |
| 70331 - | 1999 RW165               | 9 settembre 1999  | LINEAR     |
| 70332 - | 1999 RF166               | 9 settembre 1999  | LINEAR     |
| 70333 - | 1999 RA168               | 9 settembre 1999  | LINEAR     |
| 70334 - | 1999 RT168               | 9 settembre 1999  | LINEAR     |
| 70335 - | 1999 RC169               | 9 settembre 1999  | LINEAR     |
| 70336 - | 1999 RO169               | 9 settembre 1999  | LINEAR     |
| 70337 - | 1999 RE170               | 9 settembre 1999  | LINEAR     |
| 70338 - | 1999 RL170               | 9 settembre 1999  | LINEAR     |
| 70339 - | 1999 RQ170               | 9 settembre 1999  | LINEAR     |
| 70340 - | 1999 RF173               | 9 settembre 1999  | LINEAR     |
| 70341 - | 1999 RJ174               | 9 settembre 1999  | LINEAR     |
| 70342 - | 1999 RA175               | 9 settembre 1999  | LINEAR     |
| 70343 - | 1999 RH176               | 9 settembre 1999  | LINEAR     |
| 70344 - | 1999 RR176               | 9 settembre 1999  | LINEAR     |
| 70345 - | 1999 RF177               | 9 settembre 1999  | LINEAR     |
| 70346 - | 1999 RO177               | 9 settembre 1999  | LINEAR     |
| 70347 - | 1999 RA178               | 9 settembre 1999  | LINEAR     |
| 70348 - | 1999 RE179               | 9 settembre 1999  | LINEAR     |
| 70349 - | 1999 RV180               | 9 settembre 1999  | LINEAR     |
| 70350 - | 1999 RE181               | 9 settembre 1999  | LINEAR     |
| 70351 - | 1999 RM182               | 9 settembre 1999  | LINEAR     |
| 70352 - | 1999 RV182               | 9 settembre 1999  | LINEAR     |
| 70353 - | 1999 RB183               | 9 settembre 1999  | LINEAR     |
| 70354 - | 1999 RM183               | 9 settembre 1999  | LINEAR     |
| 70355 - | 1999 RC185               | 9 settembre 1999  | LINEAR     |
| 70356 - | 1999 RP185               | 9 settembre 1999  | LINEAR     |
| 70357 - | 1999 RM186               | 9 settembre 1999  | LINEAR     |
| 70358 - | 1999 RN186               | 9 settembre 1999  | LINEAR     |
| 70359 - | 1999 RD187               | 9 settembre 1999  | LINEAR     |
| 70360 - | 1999 RV188               | 9 settembre 1999  | LINEAR     |
| 70361 - | 1999 RK189               | 9 settembre 1999  | LINEAR     |
| 70362 - | 1999 RF191               | 11 settembre 1999 | LINEAR     |
| 70363 - | 1999 RJ193               | 13 settembre 1999 | LINEAR     |
| 70364 - | 1999 RN194               | 7 settembre 1999  | LINEAR     |
| 70365 - | 1999 RF198               | 9 settembre 1999  | LINEAR     |
| 70366 - | 1999 RQ198               | 9 settembre 1999  | LINEAR     |
| 70367 - | 1999 RH199               | 8 settembre 1999  | LINEAR     |
| 70368 - | 1999 RN202               | 8 settembre 1999  | LINEAR     |
| 70369 - | 1999 RL205               | 8 settembre 1999  | LINEAR     |
| 70370 - | 1999 RS205               | 8 settembre 1999  | LINEAR     |
| 70371 - | 1999 RB206               | 8 settembre 1999  | LINEAR     |
| 70372 - | 1999 RN207               | 8 settembre 1999  | LINEAR     |
| 70373 - | 1999 RY207               | 8 settembre 1999  | LINEAR     |
| 70374 - | 1999 RD210               | 8 settembre 1999  | LINEAR     |
| 70375 - | 1999 RM210               | 8 settembre 1999  | LINEAR     |
| 70376 - | 1999 RB211               | 8 settembre 1999  | LINEAR     |
| 70377 - | 1999 RE211               | 8 settembre 1999  | LINEAR     |
| 70378 - | 1999 RG211               | 8 settembre 1999  | LINEAR     |
| 70379 - | 1999 RL212               | 8 settembre 1999  | LINEAR     |
| 70380 - | 1999 RQ212               | 8 settembre 1999  | LINEAR     |
| 70381 - | 1999 RZ213               | 13 settembre 1999 | Spacewatch |
| 70382 - | 1999 RK214               | 5 settembre 1999  | LONEOS     |
| 70383 - | 1999 RK218               | 4 settembre 1999  | CSS        |
| 70384 - | 1999 RS219               | 4 settembre 1999  | LONEOS     |
| 70385 - | 1999 RU219               | 4 settembre 1999  | LONEOS     |
| 70386 - | 1999 RO220               | 5 settembre 1999  | CSS        |
| 70387 - | 1999 RW221               | 6 settembre 1999  | Spacewatch |
| 70388 - | 1999 RD224               | 7 settembre 1999  | LONEOS     |
| 70389 - | 1999 RS225               | 4 settembre 1999  | CSS        |
| 70390 - | 1999 RY227               | 7 settembre 1999  | Spacewatch |
| 70391 - | 1999 RP230               | 8 settembre 1999  | CSS        |
| 70392 - | 1999 RS230               | 8 settembre 1999  | CSS        |
| 70393 - | 1999 RC237               | 8 settembre 1999  | CSS        |
| 70394 - | 1999 RP237               | 8 settembre 1999  | CSS        |
| 70395 - | 1999 RM238               | 8 settembre 1999  | CSS        |
| 70396 - | 1999 RQ238               | 8 settembre 1999  | LINEAR     |
| 70397 - | 1999 RH239               | 8 settembre 1999  | CSS        |
| 70398 - | 1999 RD240               | 11 settembre 1999 | LONEOS     |
| 70399 - | 1999 RQ240               | 11 settembre 1999 | LONEOS     |
| 70400 - | 1999 RG241               | 13 settembre 1999 | LINEAR     |

```
70401-70500
```

| Nome              | Designazione provvisoria | Data di scoperta  | Scopritore                       |
| ----------------- | ------------------------ | ----------------- | -------------------------------- |
| 70401 Davidbishop | 1999 RH241               | 13 settembre 1999 | Tenagra                          |
| 70402 -           | 1999 RJ242               | 4 settembre 1999  | Spacewatch                       |
| 70403 -           | 1999 RK244               | 6 settembre 1999  | Spacewatch                       |
| 70404 -           | 1999 RR245               | 7 settembre 1999  | LONEOS                           |
| 70405 -           | 1999 RQ248               | 7 settembre 1999  | Spacewatch                       |
| 70406 -           | 1999 RT252               | 8 settembre 1999  | LINEAR                           |
| 70407 -           | 1999 SE1                 | 18 settembre 1999 | P. G. Comba                      |
| 70408 -           | 1999 SH1                 | 16 settembre 1999 | LINEAR                           |
| 70409 Srnín       | 1999 SR2                 | 21 settembre 1999 | Kleť                             |
| 70410 -           | 1999 SE3                 | 22 settembre 1999 | LINEAR                           |
| 70411 -           | 1999 SF3                 | 22 settembre 1999 | LINEAR                           |
| 70412 -           | 1999 SM4                 | 29 settembre 1999 | K. Korlević                      |
| 70413 -           | 1999 SJ5                 | 30 settembre 1999 | LINEAR                           |
| 70414 -           | 1999 SF6                 | 30 settembre 1999 | LINEAR                           |
| 70415 -           | 1999 SJ11                | 30 settembre 1999 | CSS                              |
| 70416 -           | 1999 ST11                | 30 settembre 1999 | CSS                              |
| 70417 -           | 1999 SV11                | 30 settembre 1999 | CSS                              |
| 70418 Kholopov    | 1999 SD12                | 17 settembre 1999 | M. M. M. Santangelo              |
| 70419 -           | 1999 SQ12                | 30 settembre 1999 | LINEAR                           |
| 70420 -           | 1999 SM13                | 29 settembre 1999 | CSS                              |
| 70421 -           | 1999 SY14                | 29 settembre 1999 | CSS                              |
| 70422 -           | 1999 SS16                | 29 settembre 1999 | CSS                              |
| 70423 -           | 1999 SB18                | 30 settembre 1999 | LINEAR                           |
| 70424 -           | 1999 SA20                | 30 settembre 1999 | LINEAR                           |
| 70425 -           | 1999 SJ26                | 30 settembre 1999 | LINEAR                           |
| 70426 -           | 1999 TN                  | 1 ottobre 1999    | T. Stafford                      |
| 70427 -           | 1999 TB1                 | 1 ottobre 1999    | K. Korlević                      |
| 70428 -           | 1999 TP1                 | 1 ottobre 1999    | K. Korlević                      |
| 70429 -           | 1999 TY1                 | 2 ottobre 1999    | K. Korlević                      |
| 70430 -           | 1999 TM2                 | 2 ottobre 1999    | F. B. Zoltowski                  |
| 70431 -           | 1999 TD3                 | 4 ottobre 1999    | P. G. Comba                      |
| 70432 -           | 1999 TO3                 | 3 ottobre 1999    | F. B. Zoltowski                  |
| 70433 -           | 1999 TS3                 | 2 ottobre 1999    | L. Šarounová                     |
| 70434 -           | 1999 TL4                 | 3 ottobre 1999    | LINEAR                           |
| 70435 -           | 1999 TU4                 | 4 ottobre 1999    | LINEAR                           |
| 70436 -           | 1999 TT5                 | 6 ottobre 1999    | D. K. Chesney                    |
| 70437 -           | 1999 TK6                 | 6 ottobre 1999    | K. Korlević, M. Jurić            |
| 70438 -           | 1999 TX6                 | 6 ottobre 1999    | K. Korlević, M. Jurić            |
| 70439 -           | 1999 TE7                 | 6 ottobre 1999    | K. Korlević, M. Jurić            |
| 70440 -           | 1999 TV7                 | 2 ottobre 1999    | LINEAR                           |
| 70441 -           | 1999 TH8                 | 7 ottobre 1999    | C. W. Juels                      |
| 70442 -           | 1999 TR9                 | 8 ottobre 1999    | K. Korlević, M. Jurić            |
| 70443 -           | 1999 TV9                 | 7 ottobre 1999    | Črni Vrh                         |
| 70444 Genovali    | 1999 TX11                | 9 ottobre 1999    | L. Tesi, M. Tombelli             |
| 70445 -           | 1999 TR13                | 11 ottobre 1999   | Črni Vrh                         |
| 70446 Pugh        | 1999 TY13                | 10 ottobre 1999   | S. Sposetti                      |
| 70447 -           | 1999 TG14                | 10 ottobre 1999   | K. Korlević, M. Jurić            |
| 70448 -           | 1999 TS15                | 7 ottobre 1999    | P. Kušnirák, L. Šarounová        |
| 70449 Gruebel     | 1999 TK17                | 15 ottobre 1999   | M. L. Johnson, W. D. Bruton      |
| 70450 -           | 1999 TL18                | 13 ottobre 1999   | BAO Schmidt CCD Asteroid Program |
| 70451 -           | 1999 TQ18                | 14 ottobre 1999   | BAO Schmidt CCD Asteroid Program |
| 70452 -           | 1999 TH19                | 15 ottobre 1999   | P. G. Comba                      |
| 70453 -           | 1999 TS19                | 15 ottobre 1999   | R. H. McNaught                   |
| 70454 -           | 1999 TX19                | 14 ottobre 1999   | BAO Schmidt CCD Asteroid Program |
| 70455 -           | 1999 TM20                | 5 ottobre 1999    | R. A. Tucker                     |
| 70456 -           | 1999 TZ20                | 7 ottobre 1999    | R. A. Tucker                     |
| 70457 -           | 1999 TU23                | 4 ottobre 1999    | Spacewatch                       |
| 70458 -           | 1999 TR25                | 3 ottobre 1999    | LINEAR                           |
| 70459 -           | 1999 TX25                | 3 ottobre 1999    | LINEAR                           |
| 70460 -           | 1999 TQ26                | 3 ottobre 1999    | LINEAR                           |
| 70461 -           | 1999 TG27                | 3 ottobre 1999    | LINEAR                           |
| 70462 -           | 1999 TZ27                | 3 ottobre 1999    | LINEAR                           |
| 70463 -           | 1999 TL29                | 4 ottobre 1999    | LINEAR                           |
| 70464 -           | 1999 TP29                | 4 ottobre 1999    | LINEAR                           |
| 70465 -           | 1999 TS30                | 4 ottobre 1999    | LINEAR                           |
| 70466 -           | 1999 TU30                | 4 ottobre 1999    | LINEAR                           |
| 70467 -           | 1999 TG31                | 4 ottobre 1999    | LINEAR                           |
| 70468 -           | 1999 TU31                | 4 ottobre 1999    | LINEAR                           |
| 70469 -           | 1999 TN32                | 4 ottobre 1999    | LINEAR                           |
| 70470 -           | 1999 TS32                | 4 ottobre 1999    | LINEAR                           |
| 70471 -           | 1999 TA33                | 4 ottobre 1999    | LINEAR                           |
| 70472 -           | 1999 TG33                | 4 ottobre 1999    | LINEAR                           |
| 70473 -           | 1999 TQ33                | 4 ottobre 1999    | LINEAR                           |
| 70474 -           | 1999 TH35                | 4 ottobre 1999    | LINEAR                           |
| 70475 -           | 1999 TS35                | 4 ottobre 1999    | LINEAR                           |
| 70476 -           | 1999 TA37                | 13 ottobre 1999   | LONEOS                           |
| 70477 -           | 1999 TC38                | 1 ottobre 1999    | CSS                              |
| 70478 -           | 1999 TN40                | 5 ottobre 1999    | CSS                              |
| 70479 -           | 1999 TM41                | 2 ottobre 1999    | Spacewatch                       |
| 70480 -           | 1999 TU41                | 3 ottobre 1999    | Spacewatch                       |
| 70481 -           | 1999 TX43                | 3 ottobre 1999    | Spacewatch                       |
| 70482 -           | 1999 TW44                | 3 ottobre 1999    | Spacewatch                       |
| 70483 -           | 1999 TD46                | 4 ottobre 1999    | Spacewatch                       |
| 70484 -           | 1999 TT49                | 4 ottobre 1999    | Spacewatch                       |
| 70485 -           | 1999 TC52                | 4 ottobre 1999    | Spacewatch                       |
| 70486 -           | 1999 TV52                | 6 ottobre 1999    | Spacewatch                       |
| 70487 -           | 1999 TZ52                | 6 ottobre 1999    | Spacewatch                       |
| 70488 -           | 1999 TC53                | 6 ottobre 1999    | Spacewatch                       |
| 70489 -           | 1999 TC54                | 6 ottobre 1999    | Spacewatch                       |
| 70490 -           | 1999 TT55                | 6 ottobre 1999    | Spacewatch                       |
| 70491 -           | 1999 TH58                | 6 ottobre 1999    | Spacewatch                       |
| 70492 -           | 1999 TO60                | 7 ottobre 1999    | Spacewatch                       |
| 70493 -           | 1999 TC65                | 8 ottobre 1999    | Spacewatch                       |
| 70494 -           | 1999 TW66                | 8 ottobre 1999    | Spacewatch                       |
| 70495 -           | 1999 TY68                | 9 ottobre 1999    | Spacewatch                       |
| 70496 -           | 1999 TQ72                | 9 ottobre 1999    | Spacewatch                       |
| 70497 -           | 1999 TZ86                | 15 ottobre 1999   | Spacewatch                       |
| 70498 -           | 1999 TN91                | 2 ottobre 1999    | LINEAR                           |
| 70499 -           | 1999 TN93                | 2 ottobre 1999    | LINEAR                           |
| 70500 -           | 1999 TR95                | 2 ottobre 1999    | LINEAR                           |

### 70501-70600
| Nome    | Designazione provvisoria | Data di scoperta | Scopritore |
| ------- | ------------------------ | ---------------- | ---------- |
| 70501 - | 1999 TZ95                | 2 ottobre 1999   | LINEAR     |
| 70502 - | 1999 TB97                | 2 ottobre 1999   | LINEAR     |
| 70503 - | 1999 TN98                | 2 ottobre 1999   | LINEAR     |
| 70504 - | 1999 TR99                | 2 ottobre 1999   | LINEAR     |
| 70505 - | 1999 TU99                | 2 ottobre 1999   | LINEAR     |
| 70506 - | 1999 TX101               | 2 ottobre 1999   | LINEAR     |
| 70507 - | 1999 TP102               | 2 ottobre 1999   | LINEAR     |
| 70508 - | 1999 TC103               | 2 ottobre 1999   | LINEAR     |
| 70509 - | 1999 TD103               | 2 ottobre 1999   | LINEAR     |
| 70510 - | 1999 TK103               | 3 ottobre 1999   | LINEAR     |
| 70511 - | 1999 TL103               | 3 ottobre 1999   | LINEAR     |
| 70512 - | 1999 TM103               | 3 ottobre 1999   | LINEAR     |
| 70513 - | 1999 TC104               | 3 ottobre 1999   | LINEAR     |
| 70514 - | 1999 TO104               | 3 ottobre 1999   | LINEAR     |
| 70515 - | 1999 TO105               | 3 ottobre 1999   | LINEAR     |
| 70516 - | 1999 TQ105               | 3 ottobre 1999   | LINEAR     |
| 70517 - | 1999 TU105               | 3 ottobre 1999   | LINEAR     |
| 70518 - | 1999 TS107               | 4 ottobre 1999   | LINEAR     |
| 70519 - | 1999 TD108               | 4 ottobre 1999   | LINEAR     |
| 70520 - | 1999 TX108               | 4 ottobre 1999   | LINEAR     |
| 70521 - | 1999 TF109               | 4 ottobre 1999   | LINEAR     |
| 70522 - | 1999 TE110               | 4 ottobre 1999   | LINEAR     |
| 70523 - | 1999 TL110               | 4 ottobre 1999   | LINEAR     |
| 70524 - | 1999 TH112               | 4 ottobre 1999   | LINEAR     |
| 70525 - | 1999 TW112               | 4 ottobre 1999   | LINEAR     |
| 70526 - | 1999 TG113               | 4 ottobre 1999   | LINEAR     |
| 70527 - | 1999 TQ115               | 4 ottobre 1999   | LINEAR     |
| 70528 - | 1999 TF116               | 4 ottobre 1999   | LINEAR     |
| 70529 - | 1999 TR116               | 4 ottobre 1999   | LINEAR     |
| 70530 - | 1999 TP117               | 4 ottobre 1999   | LINEAR     |
| 70531 - | 1999 TT119               | 4 ottobre 1999   | LINEAR     |
| 70532 - | 1999 TX120               | 4 ottobre 1999   | LINEAR     |
| 70533 - | 1999 TD121               | 4 ottobre 1999   | LINEAR     |
| 70534 - | 1999 TP121               | 4 ottobre 1999   | LINEAR     |
| 70535 - | 1999 TU121               | 4 ottobre 1999   | LINEAR     |
| 70536 - | 1999 TW121               | 4 ottobre 1999   | LINEAR     |
| 70537 - | 1999 TB122               | 4 ottobre 1999   | LINEAR     |
| 70538 - | 1999 TD122               | 4 ottobre 1999   | LINEAR     |
| 70539 - | 1999 TR122               | 4 ottobre 1999   | LINEAR     |
| 70540 - | 1999 TS122               | 4 ottobre 1999   | LINEAR     |
| 70541 - | 1999 TW122               | 4 ottobre 1999   | LINEAR     |
| 70542 - | 1999 TK123               | 4 ottobre 1999   | LINEAR     |
| 70543 - | 1999 TQ126               | 4 ottobre 1999   | LINEAR     |
| 70544 - | 1999 TW126               | 4 ottobre 1999   | LINEAR     |
| 70545 - | 1999 TL127               | 4 ottobre 1999   | LINEAR     |
| 70546 - | 1999 TB128               | 4 ottobre 1999   | LINEAR     |
| 70547 - | 1999 TR131               | 6 ottobre 1999   | LINEAR     |
| 70548 - | 1999 TF134               | 6 ottobre 1999   | LINEAR     |
| 70549 - | 1999 TM135               | 6 ottobre 1999   | LINEAR     |
| 70550 - | 1999 TN138               | 6 ottobre 1999   | LINEAR     |
| 70551 - | 1999 TR138               | 6 ottobre 1999   | LINEAR     |
| 70552 - | 1999 TF139               | 6 ottobre 1999   | LINEAR     |
| 70553 - | 1999 TK139               | 6 ottobre 1999   | LINEAR     |
| 70554 - | 1999 TS139               | 6 ottobre 1999   | LINEAR     |
| 70555 - | 1999 TW139               | 6 ottobre 1999   | LINEAR     |
| 70556 - | 1999 TH140               | 6 ottobre 1999   | LINEAR     |
| 70557 - | 1999 TF141               | 6 ottobre 1999   | LINEAR     |
| 70558 - | 1999 TM141               | 6 ottobre 1999   | LINEAR     |
| 70559 - | 1999 TD143               | 7 ottobre 1999   | LINEAR     |
| 70560 - | 1999 TP143               | 7 ottobre 1999   | LINEAR     |
| 70561 - | 1999 TU143               | 7 ottobre 1999   | LINEAR     |
| 70562 - | 1999 TB145               | 7 ottobre 1999   | LINEAR     |
| 70563 - | 1999 TH147               | 7 ottobre 1999   | LINEAR     |
| 70564 - | 1999 TP147               | 7 ottobre 1999   | LINEAR     |
| 70565 - | 1999 TC150               | 7 ottobre 1999   | LINEAR     |
| 70566 - | 1999 TB151               | 7 ottobre 1999   | LINEAR     |
| 70567 - | 1999 TK151               | 7 ottobre 1999   | LINEAR     |
| 70568 - | 1999 TA153               | 7 ottobre 1999   | LINEAR     |
| 70569 - | 1999 TU153               | 7 ottobre 1999   | LINEAR     |
| 70570 - | 1999 TW154               | 7 ottobre 1999   | LINEAR     |
| 70571 - | 1999 TQ156               | 8 ottobre 1999   | LINEAR     |
| 70572 - | 1999 TA157               | 9 ottobre 1999   | LINEAR     |
| 70573 - | 1999 TD161               | 9 ottobre 1999   | LINEAR     |
| 70574 - | 1999 TR161               | 9 ottobre 1999   | LINEAR     |
| 70575 - | 1999 TZ161               | 9 ottobre 1999   | LINEAR     |
| 70576 - | 1999 TP162               | 9 ottobre 1999   | LINEAR     |
| 70577 - | 1999 TK163               | 9 ottobre 1999   | LINEAR     |
| 70578 - | 1999 TF164               | 9 ottobre 1999   | LINEAR     |
| 70579 - | 1999 TM164               | 10 ottobre 1999  | LINEAR     |
| 70580 - | 1999 TN164               | 10 ottobre 1999  | LINEAR     |
| 70581 - | 1999 TJ165               | 10 ottobre 1999  | LINEAR     |
| 70582 - | 1999 TR165               | 10 ottobre 1999  | LINEAR     |
| 70583 - | 1999 TA168               | 10 ottobre 1999  | LINEAR     |
| 70584 - | 1999 TJ168               | 10 ottobre 1999  | LINEAR     |
| 70585 - | 1999 TA170               | 10 ottobre 1999  | LINEAR     |
| 70586 - | 1999 TE170               | 10 ottobre 1999  | LINEAR     |
| 70587 - | 1999 TF170               | 10 ottobre 1999  | LINEAR     |
| 70588 - | 1999 TA173               | 10 ottobre 1999  | LINEAR     |
| 70589 - | 1999 TO173               | 10 ottobre 1999  | LINEAR     |
| 70590 - | 1999 TY173               | 10 ottobre 1999  | LINEAR     |
| 70591 - | 1999 TU175               | 10 ottobre 1999  | LINEAR     |
| 70592 - | 1999 TD177               | 10 ottobre 1999  | LINEAR     |
| 70593 - | 1999 TD178               | 10 ottobre 1999  | LINEAR     |
| 70594 - | 1999 TH178               | 10 ottobre 1999  | LINEAR     |
| 70595 - | 1999 TT180               | 10 ottobre 1999  | LINEAR     |
| 70596 - | 1999 TV180               | 10 ottobre 1999  | LINEAR     |
| 70597 - | 1999 TE182               | 11 ottobre 1999  | LINEAR     |
| 70598 - | 1999 TP185               | 12 ottobre 1999  | LINEAR     |
| 70599 - | 1999 TC186               | 12 ottobre 1999  | LINEAR     |
| 70600 - | 1999 TC187               | 12 ottobre 1999  | LINEAR     |

## 70601-70700
| Nome          | Designazione provvisoria | Data di scoperta | Scopritore   |
| ------------- | ------------------------ | ---------------- | ------------ |
| 70601 -       | 1999 TM187               | 12 ottobre 1999  | LINEAR       |
| 70602 -       | 1999 TD188               | 12 ottobre 1999  | LINEAR       |
| 70603 -       | 1999 TA189               | 12 ottobre 1999  | LINEAR       |
| 70604 -       | 1999 TA190               | 12 ottobre 1999  | LINEAR       |
| 70605 -       | 1999 TN191               | 12 ottobre 1999  | LINEAR       |
| 70606 -       | 1999 TC195               | 12 ottobre 1999  | LINEAR       |
| 70607 -       | 1999 TU195               | 12 ottobre 1999  | LINEAR       |
| 70608 -       | 1999 TC197               | 12 ottobre 1999  | LINEAR       |
| 70609 -       | 1999 TF198               | 12 ottobre 1999  | LINEAR       |
| 70610 -       | 1999 TH198               | 12 ottobre 1999  | LINEAR       |
| 70611 -       | 1999 TB199               | 12 ottobre 1999  | LINEAR       |
| 70612 -       | 1999 TH200               | 12 ottobre 1999  | LINEAR       |
| 70613 -       | 1999 TG201               | 13 ottobre 1999  | LINEAR       |
| 70614 -       | 1999 TF204               | 13 ottobre 1999  | LINEAR       |
| 70615 -       | 1999 TZ204               | 13 ottobre 1999  | LINEAR       |
| 70616 -       | 1999 TD205               | 13 ottobre 1999  | LINEAR       |
| 70617 -       | 1999 TN209               | 14 ottobre 1999  | LINEAR       |
| 70618 -       | 1999 TP209               | 14 ottobre 1999  | LINEAR       |
| 70619 -       | 1999 TY211               | 15 ottobre 1999  | LINEAR       |
| 70620 -       | 1999 TF213               | 15 ottobre 1999  | LINEAR       |
| 70621 -       | 1999 TC214               | 15 ottobre 1999  | LINEAR       |
| 70622 -       | 1999 TO215               | 15 ottobre 1999  | LINEAR       |
| 70623 -       | 1999 TP215               | 15 ottobre 1999  | LINEAR       |
| 70624 -       | 1999 TS215               | 15 ottobre 1999  | LINEAR       |
| 70625 -       | 1999 TA216               | 15 ottobre 1999  | LINEAR       |
| 70626 -       | 1999 TL216               | 15 ottobre 1999  | LINEAR       |
| 70627 -       | 1999 TU216               | 15 ottobre 1999  | LINEAR       |
| 70628 -       | 1999 TE217               | 15 ottobre 1999  | LINEAR       |
| 70629 -       | 1999 TC218               | 15 ottobre 1999  | LINEAR       |
| 70630 -       | 1999 TJ219               | 1 ottobre 1999   | CSS          |
| 70631 -       | 1999 TY219               | 1 ottobre 1999   | CSS          |
| 70632 -       | 1999 TN220               | 1 ottobre 1999   | CSS          |
| 70633 -       | 1999 TG223               | 12 ottobre 1999  | LINEAR       |
| 70634 -       | 1999 TR223               | 2 ottobre 1999   | LINEAR       |
| 70635 -       | 1999 TX227               | 1 ottobre 1999   | Spacewatch   |
| 70636 -       | 1999 TH230               | 3 ottobre 1999   | CSS          |
| 70637 -       | 1999 TK230               | 3 ottobre 1999   | LINEAR       |
| 70638 -       | 1999 TY232               | 7 ottobre 1999   | CSS          |
| 70639 -       | 1999 TO236               | 3 ottobre 1999   | CSS          |
| 70640 -       | 1999 TR239               | 4 ottobre 1999   | CSS          |
| 70641 -       | 1999 TS240               | 4 ottobre 1999   | CSS          |
| 70642 -       | 1999 TD242               | 4 ottobre 1999   | CSS          |
| 70643 -       | 1999 TE242               | 4 ottobre 1999   | CSS          |
| 70644 -       | 1999 TU242               | 4 ottobre 1999   | CSS          |
| 70645 -       | 1999 TE243               | 5 ottobre 1999   | LONEOS       |
| 70646 -       | 1999 TE244               | 7 ottobre 1999   | CSS          |
| 70647 -       | 1999 TN244               | 7 ottobre 1999   | CSS          |
| 70648 -       | 1999 TY245               | 7 ottobre 1999   | CSS          |
| 70649 -       | 1999 TB246               | 8 ottobre 1999   | CSS          |
| 70650 -       | 1999 TM247               | 8 ottobre 1999   | CSS          |
| 70651 -       | 1999 TV248               | 8 ottobre 1999   | CSS          |
| 70652 -       | 1999 TB249               | 8 ottobre 1999   | CSS          |
| 70653 -       | 1999 TP254               | 8 ottobre 1999   | LINEAR       |
| 70654 -       | 1999 TN255               | 9 ottobre 1999   | Spacewatch   |
| 70655 -       | 1999 TR256               | 9 ottobre 1999   | LINEAR       |
| 70656 -       | 1999 TF257               | 9 ottobre 1999   | LINEAR       |
| 70657 -       | 1999 TW258               | 9 ottobre 1999   | LINEAR       |
| 70658 -       | 1999 TZ260               | 13 ottobre 1999  | Spacewatch   |
| 70659 -       | 1999 TZ265               | 3 ottobre 1999   | LINEAR       |
| 70660 -       | 1999 TV270               | 3 ottobre 1999   | LINEAR       |
| 70661 -       | 1999 TS274               | 6 ottobre 1999   | LINEAR       |
| 70662 -       | 1999 TR282               | 9 ottobre 1999   | LINEAR       |
| 70663 -       | 1999 TG284               | 9 ottobre 1999   | LINEAR       |
| 70664 -       | 1999 TE286               | 10 ottobre 1999  | LINEAR       |
| 70665 -       | 1999 TF286               | 10 ottobre 1999  | LINEAR       |
| 70666 -       | 1999 TW286               | 10 ottobre 1999  | LINEAR       |
| 70667 -       | 1999 TJ287               | 10 ottobre 1999  | LINEAR       |
| 70668 -       | 1999 TB288               | 10 ottobre 1999  | LINEAR       |
| 70669 -       | 1999 TT290               | 10 ottobre 1999  | LINEAR       |
| 70670 -       | 1999 TU290               | 10 ottobre 1999  | LINEAR       |
| 70671 -       | 1999 TC291               | 10 ottobre 1999  | LINEAR       |
| 70672 -       | 1999 TM293               | 12 ottobre 1999  | LINEAR       |
| 70673 -       | 1999 TR312               | 5 ottobre 1999   | LONEOS       |
| 70674 -       | 1999 TD320               | 10 ottobre 1999  | LINEAR       |
| 70675 -       | 1999 TY321               | 14 ottobre 1999  | LINEAR       |
| 70676 -       | 1999 UM                  | 16 ottobre 1999  | K. Korlević  |
| 70677 -       | 1999 UU                  | 16 ottobre 1999  | K. Korlević  |
| 70678 -       | 1999 UB2                 | 18 ottobre 1999  | Farpoint     |
| 70679 Urzidil | 1999 UV3                 | 30 ottobre 1999  | Kleť         |
| 70680 -       | 1999 UN4                 | 31 ottobre 1999  | C. W. Juels  |
| 70681 -       | 1999 US4                 | 31 ottobre 1999  | L. Šarounová |
| 70682 -       | 1999 UN8                 | 29 ottobre 1999  | CSS          |
| 70683 -       | 1999 UT8                 | 29 ottobre 1999  | CSS          |
| 70684 -       | 1999 UD9                 | 29 ottobre 1999  | CSS          |
| 70685 -       | 1999 UR12                | 29 ottobre 1999  | CSS          |
| 70686 -       | 1999 UK14                | 29 ottobre 1999  | CSS          |
| 70687 -       | 1999 UE15                | 29 ottobre 1999  | CSS          |
| 70688 -       | 1999 UZ15                | 29 ottobre 1999  | CSS          |
| 70689 -       | 1999 UU16                | 29 ottobre 1999  | CSS          |
| 70690 -       | 1999 UF17                | 31 ottobre 1999  | CSS          |
| 70691 -       | 1999 UH18                | 30 ottobre 1999  | Spacewatch   |
| 70692 -       | 1999 UY19                | 31 ottobre 1999  | Spacewatch   |
| 70693 -       | 1999 UR23                | 28 ottobre 1999  | CSS          |
| 70694 -       | 1999 US23                | 28 ottobre 1999  | CSS          |
| 70695 -       | 1999 UL25                | 29 ottobre 1999  | CSS          |
| 70696 -       | 1999 UA26                | 30 ottobre 1999  | CSS          |
| 70697 -       | 1999 UR26                | 30 ottobre 1999  | CSS          |
| 70698 -       | 1999 UW26                | 30 ottobre 1999  | CSS          |
| 70699 -       | 1999 US27                | 30 ottobre 1999  | Spacewatch   |
| 70700 -       | 1999 UQ28                | 31 ottobre 1999  | Spacewatch   |

## 70701-70800
| Nome                 | Designazione provvisoria | Data di scoperta | Scopritore                   |
| -------------------- | ------------------------ | ---------------- | ---------------------------- |
| 70701 -              | 1999 UT34                | 31 ottobre 1999  | Spacewatch                   |
| 70702 -              | 1999 UQ36                | 16 ottobre 1999  | Spacewatch                   |
| 70703 -              | 1999 UO38                | 29 ottobre 1999  | LONEOS                       |
| 70704 -              | 1999 UG39                | 30 ottobre 1999  | LONEOS                       |
| 70705 -              | 1999 UK40                | 16 ottobre 1999  | LINEAR                       |
| 70706 -              | 1999 UM41                | 18 ottobre 1999  | Spacewatch                   |
| 70707 -              | 1999 UC42                | 20 ottobre 1999  | LINEAR                       |
| 70708 -              | 1999 UR43                | 28 ottobre 1999  | CSS                          |
| 70709 -              | 1999 UB44                | 29 ottobre 1999  | CSS                          |
| 70710 Chuckfellows   | 1999 UE44                | 29 ottobre 1999  | CSS                          |
| 70711 Arlinbartels   | 1999 UU44                | 30 ottobre 1999  | CSS                          |
| 70712 Danieljoanna   | 1999 UW45                | 31 ottobre 1999  | CSS                          |
| 70713 Sethmacfarlane | 1999 UL46                | 31 ottobre 1999  | CSS                          |
| 70714 Rizk           | 1999 UX47                | 30 ottobre 1999  | CSS                          |
| 70715 Allancheuvront | 1999 UP49                | 30 ottobre 1999  | CSS                          |
| 70716 Mehall         | 1999 UF50                | 30 ottobre 1999  | CSS                          |
| 70717 -              | 1999 UB51                | 31 ottobre 1999  | LONEOS                       |
| 70718 HEAF           | 1999 UY51                | 31 ottobre 1999  | CSS                          |
| 70719 -              | 1999 UB52                | 31 ottobre 1999  | LONEOS                       |
| 70720 Davidskillman  | 1999 UB53                | 31 ottobre 1999  | CSS                          |
| 70721 -              | 1999 VD                  | 1 novembre 1999  | R. Linderholm                |
| 70722 -              | 1999 VY                  | 1 novembre 1999  | L. Šarounová                 |
| 70723 -              | 1999 VK1                 | 3 novembre 1999  | W. R. Cooney Jr., P. M. Motl |
| 70724 -              | 1999 VS1                 | 4 novembre 1999  | C. W. Juels                  |
| 70725 -              | 1999 VH2                 | 5 novembre 1999  | C. W. Juels                  |
| 70726 -              | 1999 VS2                 | 1 novembre 1999  | W. Bickel                    |
| 70727 -              | 1999 VX3                 | 1 novembre 1999  | Spacewatch                   |
| 70728 Gal-Edd        | 1999 VA4                 | 1 novembre 1999  | CSS                          |
| 70729 -              | 1999 VU4                 | 5 novembre 1999  | K. Korlević                  |
| 70730 -              | 1999 VN5                 | 6 novembre 1999  | C. W. Juels                  |
| 70731 -              | 1999 VA6                 | 5 novembre 1999  | T. Kobayashi                 |
| 70732 -              | 1999 VG6                 | 5 novembre 1999  | T. Kobayashi                 |
| 70733 -              | 1999 VV6                 | 8 novembre 1999  | T. Stafford                  |
| 70734 -              | 1999 VS8                 | 8 novembre 1999  | C. W. Juels                  |
| 70735 -              | 1999 VZ8                 | 9 novembre 1999  | C. W. Juels                  |
| 70736 -              | 1999 VM10                | 9 novembre 1999  | T. Kobayashi                 |
| 70737 Stenflo        | 1999 VA11                | 8 novembre 1999  | S. Sposetti                  |
| 70738 -              | 1999 VF11                | 8 novembre 1999  | K. Korlević                  |
| 70739 -              | 1999 VN17                | 2 novembre 1999  | Spacewatch                   |
| 70740 -              | 1999 VG18                | 2 novembre 1999  | Spacewatch                   |
| 70741 -              | 1999 VO18                | 2 novembre 1999  | Spacewatch                   |
| 70742 -              | 1999 VF19                | 8 novembre 1999  | K. Korlević                  |
| 70743 -              | 1999 VG19                | 9 novembre 1999  | K. Korlević                  |
| 70744 Maffucci       | 1999 VW20                | 9 novembre 1999  | L. Tesi, G. Forti            |
| 70745 Aleserpieri    | 1999 VZ20                | 9 novembre 1999  | V. Goretti                   |
| 70746 -              | 1999 VQ22                | 13 novembre 1999 | C. W. Juels                  |
| 70747 -              | 1999 VT22                | 13 novembre 1999 | C. W. Juels                  |
| 70748 -              | 1999 VV22                | 13 novembre 1999 | R. A. Tucker                 |
| 70749 -              | 1999 VS23                | 14 novembre 1999 | C. W. Juels                  |
| 70750 -              | 1999 VJ24                | 15 novembre 1999 | C. W. Juels                  |
| 70751 -              | 1999 VZ24                | 13 novembre 1999 | T. Kobayashi                 |
| 70752 -              | 1999 VB25                | 13 novembre 1999 | T. Kobayashi                 |
| 70753 -              | 1999 VL26                | 3 novembre 1999  | LINEAR                       |
| 70754 -              | 1999 VO26                | 3 novembre 1999  | LINEAR                       |
| 70755 -              | 1999 VB27                | 3 novembre 1999  | LINEAR                       |
| 70756 -              | 1999 VV28                | 3 novembre 1999  | LINEAR                       |
| 70757 -              | 1999 VL29                | 3 novembre 1999  | LINEAR                       |
| 70758 -              | 1999 VB30                | 3 novembre 1999  | LINEAR                       |
| 70759 -              | 1999 VP30                | 3 novembre 1999  | LINEAR                       |
| 70760 -              | 1999 VJ31                | 3 novembre 1999  | LINEAR                       |
| 70761 -              | 1999 VP32                | 3 novembre 1999  | LINEAR                       |
| 70762 -              | 1999 VZ32                | 3 novembre 1999  | LINEAR                       |
| 70763 -              | 1999 VA33                | 3 novembre 1999  | LINEAR                       |
| 70764 -              | 1999 VH33                | 3 novembre 1999  | LINEAR                       |
| 70765 -              | 1999 VK33                | 3 novembre 1999  | LINEAR                       |
| 70766 -              | 1999 VO33                | 3 novembre 1999  | LINEAR                       |
| 70767 -              | 1999 VP33                | 3 novembre 1999  | LINEAR                       |
| 70768 -              | 1999 VS35                | 3 novembre 1999  | LINEAR                       |
| 70769 -              | 1999 VL36                | 3 novembre 1999  | LINEAR                       |
| 70770 -              | 1999 VN36                | 3 novembre 1999  | LINEAR                       |
| 70771 -              | 1999 VA37                | 3 novembre 1999  | LINEAR                       |
| 70772 -              | 1999 VD37                | 3 novembre 1999  | LINEAR                       |
| 70773 -              | 1999 VK37                | 3 novembre 1999  | LINEAR                       |
| 70774 -              | 1999 VS37                | 3 novembre 1999  | LINEAR                       |
| 70775 -              | 1999 VO38                | 10 novembre 1999 | LINEAR                       |
| 70776 -              | 1999 VH39                | 10 novembre 1999 | LINEAR                       |
| 70777 -              | 1999 VG40                | 15 novembre 1999 | W. Bickel                    |
| 70778 -              | 1999 VH40                | 5 novembre 1999  | N. Kawasato                  |
| 70779 -              | 1999 VT41                | 4 novembre 1999  | Spacewatch                   |
| 70780 -              | 1999 VD43                | 4 novembre 1999  | Spacewatch                   |
| 70781 Donnelly       | 1999 VR43                | 1 novembre 1999  | CSS                          |
| 70782 Vinceelliott   | 1999 VS43                | 1 novembre 1999  | CSS                          |
| 70783 Kenwilliams    | 1999 VK44                | 3 novembre 1999  | CSS                          |
| 70784 -              | 1999 VO45                | 4 novembre 1999  | CSS                          |
| 70785 -              | 1999 VW46                | 4 novembre 1999  | LINEAR                       |
| 70786 -              | 1999 VY46                | 4 novembre 1999  | LINEAR                       |
| 70787 -              | 1999 VE47                | 4 novembre 1999  | LINEAR                       |
| 70788 -              | 1999 VQ47                | 3 novembre 1999  | LINEAR                       |
| 70789 -              | 1999 VF49                | 3 novembre 1999  | LINEAR                       |
| 70790 -              | 1999 VS49                | 3 novembre 1999  | LINEAR                       |
| 70791 -              | 1999 VX49                | 3 novembre 1999  | LINEAR                       |
| 70792 -              | 1999 VK50                | 3 novembre 1999  | LINEAR                       |
| 70793 -              | 1999 VW50                | 3 novembre 1999  | LINEAR                       |
| 70794 -              | 1999 VX51                | 3 novembre 1999  | LINEAR                       |
| 70795 -              | 1999 VF53                | 3 novembre 1999  | LINEAR                       |
| 70796 -              | 1999 VZ53                | 4 novembre 1999  | LINEAR                       |
| 70797 -              | 1999 VF54                | 4 novembre 1999  | LINEAR                       |
| 70798 -              | 1999 VJ54                | 4 novembre 1999  | LINEAR                       |
| 70799 -              | 1999 VY55                | 4 novembre 1999  | LINEAR                       |
| 70800 -              | 1999 VE56                | 4 novembre 1999  | LINEAR                       |

## 70801-70900
| Nome        | Designazione provvisoria | Data di scoperta | Scopritore |
| ----------- | ------------------------ | ---------------- | ---------- |
| 70801 -     | 1999 VF61                | 4 novembre 1999  | LINEAR     |
| 70802 -     | 1999 VV61                | 4 novembre 1999  | LINEAR     |
| 70803 -     | 1999 VH62                | 4 novembre 1999  | LINEAR     |
| 70804 -     | 1999 VL62                | 4 novembre 1999  | LINEAR     |
| 70805 -     | 1999 VV62                | 4 novembre 1999  | LINEAR     |
| 70806 -     | 1999 VD64                | 4 novembre 1999  | LINEAR     |
| 70807 -     | 1999 VK64                | 4 novembre 1999  | LINEAR     |
| 70808 -     | 1999 VJ66                | 4 novembre 1999  | LINEAR     |
| 70809 -     | 1999 VF68                | 4 novembre 1999  | LINEAR     |
| 70810 -     | 1999 VM68                | 4 novembre 1999  | LINEAR     |
| 70811 -     | 1999 VO68                | 4 novembre 1999  | LINEAR     |
| 70812 -     | 1999 VB69                | 4 novembre 1999  | LINEAR     |
| 70813 -     | 1999 VR69                | 4 novembre 1999  | LINEAR     |
| 70814 -     | 1999 VT71                | 4 novembre 1999  | LINEAR     |
| 70815 -     | 1999 VR72                | 15 novembre 1999 | P. Pravec  |
| 70816 -     | 1999 VY73                | 1 novembre 1999  | Spacewatch |
| 70817 -     | 1999 VS75                | 5 novembre 1999  | Spacewatch |
| 70818 -     | 1999 VJ77                | 3 novembre 1999  | LINEAR     |
| 70819 -     | 1999 VM77                | 3 novembre 1999  | LINEAR     |
| 70820 -     | 1999 VS79                | 4 novembre 1999  | LINEAR     |
| 70821 -     | 1999 VX79                | 4 novembre 1999  | LINEAR     |
| 70822 -     | 1999 VZ79                | 4 novembre 1999  | LINEAR     |
| 70823 -     | 1999 VH81                | 4 novembre 1999  | LINEAR     |
| 70824 -     | 1999 VL81                | 4 novembre 1999  | LINEAR     |
| 70825 -     | 1999 VZ81                | 5 novembre 1999  | LINEAR     |
| 70826 -     | 1999 VA82                | 5 novembre 1999  | LINEAR     |
| 70827 -     | 1999 VN82                | 5 novembre 1999  | LINEAR     |
| 70828 -     | 1999 VV85                | 4 novembre 1999  | LINEAR     |
| 70829 -     | 1999 VX86                | 7 novembre 1999  | LINEAR     |
| 70830 -     | 1999 VZ86                | 7 novembre 1999  | LINEAR     |
| 70831 -     | 1999 VG89                | 4 novembre 1999  | LINEAR     |
| 70832 -     | 1999 VM90                | 5 novembre 1999  | LINEAR     |
| 70833 -     | 1999 VP90                | 5 novembre 1999  | LINEAR     |
| 70834 -     | 1999 VU90                | 5 novembre 1999  | LINEAR     |
| 70835 -     | 1999 VY90                | 5 novembre 1999  | LINEAR     |
| 70836 -     | 1999 VW91                | 9 novembre 1999  | LINEAR     |
| 70837 -     | 1999 VX91                | 9 novembre 1999  | LINEAR     |
| 70838 -     | 1999 VA94                | 9 novembre 1999  | LINEAR     |
| 70839 -     | 1999 VR95                | 9 novembre 1999  | LINEAR     |
| 70840 -     | 1999 VO96                | 9 novembre 1999  | LINEAR     |
| 70841 -     | 1999 VS96                | 9 novembre 1999  | LINEAR     |
| 70842 -     | 1999 VX96                | 9 novembre 1999  | LINEAR     |
| 70843 -     | 1999 VD99                | 9 novembre 1999  | LINEAR     |
| 70844 -     | 1999 VN105               | 9 novembre 1999  | LINEAR     |
| 70845 -     | 1999 VO106               | 9 novembre 1999  | LINEAR     |
| 70846 -     | 1999 VK108               | 9 novembre 1999  | LINEAR     |
| 70847 -     | 1999 VM112               | 9 novembre 1999  | LINEAR     |
| 70848 -     | 1999 VO112               | 9 novembre 1999  | LINEAR     |
| 70849 -     | 1999 VP112               | 9 novembre 1999  | LINEAR     |
| 70850 Schur | 1999 VU113               | 4 novembre 1999  | CSS        |
| 70851 -     | 1999 VW113               | 9 novembre 1999  | CSS        |
| 70852 -     | 1999 VY113               | 9 novembre 1999  | CSS        |
| 70853 -     | 1999 VN114               | 9 novembre 1999  | CSS        |
| 70854 -     | 1999 VP115               | 4 novembre 1999  | Spacewatch |
| 70855 -     | 1999 VS117               | 9 novembre 1999  | Spacewatch |
| 70856 -     | 1999 VD121               | 4 novembre 1999  | Spacewatch |
| 70857 -     | 1999 VH122               | 4 novembre 1999  | Spacewatch |
| 70858 -     | 1999 VH126               | 9 novembre 1999  | Spacewatch |
| 70859 -     | 1999 VN130               | 9 novembre 1999  | Spacewatch |
| 70860 -     | 1999 VW133               | 10 novembre 1999 | Spacewatch |
| 70861 -     | 1999 VN134               | 10 novembre 1999 | Spacewatch |
| 70862 -     | 1999 VJ139               | 10 novembre 1999 | Spacewatch |
| 70863 -     | 1999 VX143               | 11 novembre 1999 | CSS        |
| 70864 -     | 1999 VB146               | 12 novembre 1999 | LINEAR     |
| 70865 -     | 1999 VP147               | 14 novembre 1999 | LINEAR     |
| 70866 -     | 1999 VM149               | 14 novembre 1999 | LINEAR     |
| 70867 -     | 1999 VA150               | 14 novembre 1999 | LINEAR     |
| 70868 -     | 1999 VL151               | 14 novembre 1999 | LINEAR     |
| 70869 -     | 1999 VR154               | 12 novembre 1999 | Spacewatch |
| 70870 -     | 1999 VL156               | 12 novembre 1999 | LINEAR     |
| 70871 -     | 1999 VS156               | 12 novembre 1999 | LINEAR     |
| 70872 -     | 1999 VP157               | 14 novembre 1999 | LINEAR     |
| 70873 -     | 1999 VJ158               | 14 novembre 1999 | LINEAR     |
| 70874 -     | 1999 VR159               | 14 novembre 1999 | LINEAR     |
| 70875 -     | 1999 VW159               | 14 novembre 1999 | LINEAR     |
| 70876 -     | 1999 VE160               | 14 novembre 1999 | LINEAR     |
| 70877 -     | 1999 VL160               | 14 novembre 1999 | LINEAR     |
| 70878 -     | 1999 VF161               | 14 novembre 1999 | LINEAR     |
| 70879 -     | 1999 VF162               | 14 novembre 1999 | LINEAR     |
| 70880 -     | 1999 VL162               | 14 novembre 1999 | LINEAR     |
| 70881 -     | 1999 VO162               | 14 novembre 1999 | LINEAR     |
| 70882 -     | 1999 VP162               | 14 novembre 1999 | LINEAR     |
| 70883 -     | 1999 VX162               | 14 novembre 1999 | LINEAR     |
| 70884 -     | 1999 VF163               | 14 novembre 1999 | LINEAR     |
| 70885 -     | 1999 VS163               | 14 novembre 1999 | LINEAR     |
| 70886 -     | 1999 VY163               | 14 novembre 1999 | LINEAR     |
| 70887 -     | 1999 VY166               | 14 novembre 1999 | LINEAR     |
| 70888 -     | 1999 VA167               | 14 novembre 1999 | LINEAR     |
| 70889 -     | 1999 VX167               | 14 novembre 1999 | LINEAR     |
| 70890 -     | 1999 VZ167               | 14 novembre 1999 | LINEAR     |
| 70891 -     | 1999 VD168               | 14 novembre 1999 | LINEAR     |
| 70892 -     | 1999 VY168               | 14 novembre 1999 | LINEAR     |
| 70893 -     | 1999 VT169               | 14 novembre 1999 | LINEAR     |
| 70894 -     | 1999 VY170               | 14 novembre 1999 | LINEAR     |
| 70895 -     | 1999 VC172               | 14 novembre 1999 | LINEAR     |
| 70896 -     | 1999 VH172               | 14 novembre 1999 | LINEAR     |
| 70897 -     | 1999 VG174               | 5 novembre 1999  | LONEOS     |
| 70898 -     | 1999 VR176               | 5 novembre 1999  | LINEAR     |
| 70899 -     | 1999 VS176               | 5 novembre 1999  | LINEAR     |
| 70900 -     | 1999 VF177               | 5 novembre 1999  | LINEAR     |

## 70901-71000
| Nome               | Designazione provvisoria | Data di scoperta | Scopritore     |
| ------------------ | ------------------------ | ---------------- | -------------- |
| 70901 -            | 1999 VD178               | 6 novembre 1999  | LINEAR         |
| 70902 -            | 1999 VH178               | 6 novembre 1999  | LINEAR         |
| 70903 -            | 1999 VD179               | 6 novembre 1999  | LINEAR         |
| 70904 -            | 1999 VB184               | 15 novembre 1999 | LINEAR         |
| 70905 -            | 1999 VF185               | 15 novembre 1999 | LINEAR         |
| 70906 -            | 1999 VL185               | 15 novembre 1999 | LINEAR         |
| 70907 -            | 1999 VB186               | 15 novembre 1999 | LINEAR         |
| 70908 -            | 1999 VD186               | 15 novembre 1999 | LINEAR         |
| 70909 -            | 1999 VG186               | 15 novembre 1999 | LINEAR         |
| 70910 -            | 1999 VJ186               | 15 novembre 1999 | LINEAR         |
| 70911 -            | 1999 VT186               | 15 novembre 1999 | LINEAR         |
| 70912 -            | 1999 VC187               | 15 novembre 1999 | LINEAR         |
| 70913 -            | 1999 VP187               | 15 novembre 1999 | LINEAR         |
| 70914 -            | 1999 VA194               | 3 novembre 1999  | LINEAR         |
| 70915 -            | 1999 VN194               | 1 novembre 1999  | CSS            |
| 70916 -            | 1999 VH195               | 3 novembre 1999  | CSS            |
| 70917 -            | 1999 VN195               | 3 novembre 1999  | CSS            |
| 70918 -            | 1999 VY195               | 4 novembre 1999  | CSS            |
| 70919 -            | 1999 VA196               | 4 novembre 1999  | CSS            |
| 70920 -            | 1999 VG196               | 4 novembre 1999  | LONEOS         |
| 70921 -            | 1999 VY196               | 1 novembre 1999  | CSS            |
| 70922 -            | 1999 VZ196               | 1 novembre 1999  | CSS            |
| 70923 -            | 1999 VY197               | 3 novembre 1999  | CSS            |
| 70924 -            | 1999 VC205               | 10 novembre 1999 | Spacewatch     |
| 70925 -            | 1999 VK205               | 7 novembre 1999  | LINEAR         |
| 70926 -            | 1999 VJ208               | 9 novembre 1999  | Spacewatch     |
| 70927 -            | 1999 VX210               | 13 novembre 1999 | CSS            |
| 70928 -            | 1999 VS211               | 12 novembre 1999 | LINEAR         |
| 70929 -            | 1999 VN216               | 3 novembre 1999  | LINEAR         |
| 70930 -            | 1999 VN218               | 1 novembre 1999  | Spacewatch     |
| 70931 -            | 1999 VW219               | 5 novembre 1999  | LINEAR         |
| 70932 -            | 1999 VX223               | 5 novembre 1999  | LINEAR         |
| 70933 -            | 1999 VY223               | 5 novembre 1999  | LINEAR         |
| 70934 -            | 1999 VN225               | 5 novembre 1999  | LINEAR         |
| 70935 -            | 1999 WG                  | 16 novembre 1999 | T. Kobayashi   |
| 70936 Kámen        | 1999 WK1                 | 28 novembre 1999 | Kleť           |
| 70937 -            | 1999 WT2                 | 29 novembre 1999 | Kleť           |
| 70938 -            | 1999 WZ3                 | 28 novembre 1999 | T. Kobayashi   |
| 70939 -            | 1999 WS5                 | 29 novembre 1999 | Spacewatch     |
| 70940 -            | 1999 WT5                 | 29 novembre 1999 | Spacewatch     |
| 70941 -            | 1999 WJ6                 | 28 novembre 1999 | K. Korlević    |
| 70942 Vandanashiva | 1999 WV8                 | 28 novembre 1999 | S. Sposetti    |
| 70943 -            | 1999 WM9                 | 29 novembre 1999 | Farra d'Isonzo |
| 70944 -            | 1999 WX9                 | 30 novembre 1999 | T. Kobayashi   |
| 70945 -            | 1999 WB10                | 30 novembre 1999 | T. Kobayashi   |
| 70946 -            | 1999 WD10                | 30 novembre 1999 | T. Kobayashi   |
| 70947 -            | 1999 WT11                | 28 novembre 1999 | Spacewatch     |
| 70948 -            | 1999 WW16                | 30 novembre 1999 | Spacewatch     |
| 70949 -            | 1999 WX17                | 30 novembre 1999 | Spacewatch     |
| 70950 -            | 1999 WU18                | 30 novembre 1999 | Spacewatch     |
| 70951 -            | 1999 WV22                | 17 novembre 1999 | Spacewatch     |
| 70952 -            | 1999 XE                  | 2 dicembre 1999  | Spacewatch     |
| 70953 -            | 1999 XY1                 | 3 dicembre 1999  | C. W. Juels    |
| 70954 -            | 1999 XK2                 | 2 dicembre 1999  | Spacewatch     |
| 70955 -            | 1999 XX2                 | 4 dicembre 1999  | CSS            |
| 70956 -            | 1999 XW4                 | 4 dicembre 1999  | CSS            |
| 70957 -            | 1999 XQ5                 | 7 dicembre 1999  | J. M. Roe      |
| 70958 -            | 1999 XC6                 | 4 dicembre 1999  | CSS            |
| 70959 -            | 1999 XC7                 | 4 dicembre 1999  | CSS            |
| 70960 -            | 1999 XH7                 | 4 dicembre 1999  | CSS            |
| 70961 -            | 1999 XY7                 | 3 dicembre 1999  | LINEAR         |
| 70962 -            | 1999 XL9                 | 2 dicembre 1999  | Spacewatch     |
| 70963 -            | 1999 XT10                | 5 dicembre 1999  | CSS            |
| 70964 -            | 1999 XK12                | 5 dicembre 1999  | LINEAR         |
| 70965 -            | 1999 XC13                | 5 dicembre 1999  | LINEAR         |
| 70966 -            | 1999 XD18                | 3 dicembre 1999  | LINEAR         |
| 70967 -            | 1999 XG18                | 3 dicembre 1999  | LINEAR         |
| 70968 -            | 1999 XA20                | 5 dicembre 1999  | LINEAR         |
| 70969 -            | 1999 XG20                | 5 dicembre 1999  | LINEAR         |
| 70970 -            | 1999 XH20                | 5 dicembre 1999  | LINEAR         |
| 70971 -            | 1999 XL20                | 5 dicembre 1999  | LINEAR         |
| 70972 -            | 1999 XM20                | 5 dicembre 1999  | LINEAR         |
| 70973 -            | 1999 XY20                | 5 dicembre 1999  | LINEAR         |
| 70974 -            | 1999 XE23                | 6 dicembre 1999  | LINEAR         |
| 70975 -            | 1999 XJ23                | 6 dicembre 1999  | LINEAR         |
| 70976 -            | 1999 XS23                | 6 dicembre 1999  | LINEAR         |
| 70977 -            | 1999 XU23                | 6 dicembre 1999  | LINEAR         |
| 70978 -            | 1999 XP24                | 6 dicembre 1999  | LINEAR         |
| 70979 -            | 1999 XU24                | 6 dicembre 1999  | LINEAR         |
| 70980 -            | 1999 XA25                | 6 dicembre 1999  | LINEAR         |
| 70981 -            | 1999 XE25                | 6 dicembre 1999  | LINEAR         |
| 70982 -            | 1999 XJ25                | 6 dicembre 1999  | LINEAR         |
| 70983 -            | 1999 XB27                | 6 dicembre 1999  | LINEAR         |
| 70984 -            | 1999 XW27                | 6 dicembre 1999  | LINEAR         |
| 70985 -            | 1999 XA28                | 6 dicembre 1999  | LINEAR         |
| 70986 -            | 1999 XR28                | 6 dicembre 1999  | LINEAR         |
| 70987 -            | 1999 XA29                | 6 dicembre 1999  | LINEAR         |
| 70988 -            | 1999 XU29                | 6 dicembre 1999  | LINEAR         |
| 70989 -            | 1999 XT32                | 6 dicembre 1999  | LINEAR         |
| 70990 -            | 1999 XA33                | 6 dicembre 1999  | LINEAR         |
| 70991 -            | 1999 XG33                | 6 dicembre 1999  | LINEAR         |
| 70992 -            | 1999 XU34                | 6 dicembre 1999  | LINEAR         |
| 70993 -            | 1999 XX34                | 6 dicembre 1999  | LINEAR         |
| 70994 -            | 1999 XL35                | 7 dicembre 1999  | LINEAR         |
| 70995 Mikemorton   | 1999 XV35                | 6 dicembre 1999  | Needville      |
| 70996 -            | 1999 XY35                | 6 dicembre 1999  | T. Kobayashi   |
| 70997 -            | 1999 XE36                | 6 dicembre 1999  | T. Kobayashi   |
| 70998 -            | 1999 XH36                | 6 dicembre 1999  | T. Kobayashi   |
| 70999 -            | 1999 XW36                | 7 dicembre 1999  | C. W. Juels    |
| 71000 Hughdowns    | 1999 XD37                | 7 dicembre 1999  | C. W. Juels    |